# Ди Мауро, Фабрицио
Фабрицио Ди Мауро (итал. Fabrizio Di Mauro; род. 18 июня 1965, Рим) — итальянский футболист, полузащитник.

## Карьера

### Клубная карьера
Во взрослом футболе дебютировал в 1984 году в клубе «Рома» и в том же году был отдан в аренду в «Ареццо» на три сезона. В 1987—1988 годах играл в «Авеллино». В составе «Ромы» в сезоне 1990/91 стал облатадетем Кубка Италии.
В 1992 году перешёл в «Фиорентину», где провёл один из своих лучших сезонов, забив шесть голов в 29 матчах. В 1993—1994 годах выступал на правах аренды за «Лацио», а в 1994 году ещё на один сезон вернулся в «Фиорентину».
Завершил карьеру футболиста в 1996 году в клубе "Реджана, за который выступал в 1995 года.

### Карьера в сборной
В 1993 году провёл три матча в составе национальной сборной Италии. Ди Мауро был включён в состав сборной Италии на отборочном этапе чемпионата мира 1994 года, но не вошёл в финальный состав команды.

## Достижения
«Рома»
- Обладатель Кубка Италии: 1990/91